# شيء من الحب (فلم)
شيء من الحب هو فيلم مصري عرض عام 1973، بطولة نور الشريف وسهير رمزي ومن إخراج أحمد فؤاد.

## قصة الفيلم
يقيم الصديقان عادل وشريف بشقة واحدة، ويقع شريف بحب إيناس وتبادله هي نفس المشاعر، ليطلبها للزواج من ابن عمها درويش والذي يعاني من مشاكل عقلية، ليشترط عليه درويش أن يتزوج سلوى صديقه عادل أولًا لمدة أسبوع كشرط لإتمام الزيجة، وتتصاعد الأحداث.

## طاقم التمثيل
- نور الشريف: (شريف)
- سهير رمزي: (إيناس)
- عادل إمام: (عادل)
- لبلبة: (سلوى)
- توفيق الدقن: (درويش)
- ميمي جمال: (شفيقة)
- سيد زيان
- عزيزة راشد
- فاروق فلوكس
- عادل عثمان

## فريق العمل
- إخراج: أحمد فؤاد
- تأليف: علي الزرقاني
- مدير التصوير: عادل عبد العظيم
- مونتاج: عبد العزيز فخري
- إنتاج: أفلام المصري (إبراهيم عزقلاني)
- موسيقى تصويرية: عمر خورشيد
- توزيع: الهيئة العامة للسينما والمسرح والموسيقى
- تأليف الأغاني: فتحي قورة
- ألحان الأغاني: سليمان فتح الله